# Craugastor montanus
Espèce
Synonymes
- Microbatrachylus montanus Taylor, 1942
- Eleutherodactylus sartori Lynch, 1965
- Craugastor sartori (Lynch, 1965)

Statut de conservation UICN

 EN B1ab(iii) : En danger
Craugastor montanus est une espèce d'amphibiens de la famille des Craugastoridae.

## Répartition
Cette espèce est endémique du Chiapas au Mexique. Elle se rencontre de 1 200 à 1 900 m aux environs du Cerro Ovando dans la Sierra Madre del Sur.

## Taxinomie
Eleutherodactylus sartori était un nom de remplacement pour Microbatrachylus montanus préoccupé par Eleutherodactylus montanus Schmidt, 1919.

## Publications originales
- Taylor, 1942 : New tailless, amphibia from Mexico. University of Kansas Science Bulletin, vol. 28, no 5, p. 67-89 (texte intégral).
- Lynch, 1965 : A review of the eleutherodactylid frog genus Microbatrachylus (Leptodactylidae). Chicago Academy of Sciences Natural History Miscellanea, vol. 182, p. 1-12.